# Vier Fäuste – Hart wie Diamanten
Vier Fäuste – Hart wie Diamanten (Originaltitel: Il vangelo secondo Simone e Matteo) ist eine italienische Filmkomödie aus dem Jahr 1976 von Giuliano Carnimeo, der auch für Teile des Drehbuchs verantwortlich war. Der Film bildet den Abschluss der Filmreihe mit Michael Coby und Paul L. Smith als Bud Spencer und Terence Hill Nachahmern und erschien am 12. März 1976 in den westdeutschen Kinos.

## Handlung
Butch und Toby arbeiten in Afrika als Gepäckträger. Da sie allerdings in häufiger Regelmäßigkeit sich an der Lieferung vergehen, verdienen sie dabei kaum Geld und der Schuldenberg wird auch nicht kleiner – sie können nicht einmal ihr Hotelzimmer bezahlen. Daher beschließen sie, sich heimlich durch das Fenster zu schleichen, ihre Sachen zu packen und Stiften zu gehen. Beim Einräumen entdeckt Toby einen Revolver, den laut Butch dessen Großvater einst besessen hatte. Auch wenn Butch erst dagegen ist, wollen die beiden den Revolver zu Geld machen. Deswegen gehen sie zum Händler im Dorf und wollen ihr Vorhaben in die Tat setzen. Dieser interpretiert die Geste des gezogenen Revolvers allerdings völlig falsch und denkt, die beiden wollen ihn überfallen. Butch und Toby flüchten vor der herbeieilenden Polizei und finden Schutz in der örtlichen Kirche.
Um sich vor der Polizei zu verbergen, ziehen sie Missionarskleidung an. Der auftauchende Pfarrer hält die beiden für die aus dem Vatikan erwarteten Missionare, die schon vor Wochen angekommen sein sollen. Da sie Essen und Unterkunft erhalten, spielen beide ihre Rolle und führen schon bald Taufen und Beichten durch. Ein gefälschter Brief von der Kurie lässt sie allerdings nach Amsterdam beordern. Eingefädelt hat dies der dubiose Geschäftsmann Robinson, der den beiden außerdem eine Madonna-Statue übergibt, um diese an Glaubensbrüder zu übergeben. Die Diamanten entpuppen sich schon sehr bald als echt und in Amsterdam werden sie als Schmuggler von der örtlichen Polizei verfolgt. Bei der Flucht vertauschen sie versehentlich ihre Madonna-Statue mit einer weiteren von anderen Ordensbrüdern. Kurz danach werden sie verhaftet. Beim Verhör erfahren sie, dass der Brief aus dem Vatikan eine Fälschung war und auch die Pässe falsch sind. Daher müssen sie ins Gefängnis.
Robinson beauftragt den Kleinkriminellen Morgan und seine Bande, die beiden aus dem Gefängnis zu befreien und ihnen danach zum vermeintlichen Versteck der Madonna-Statue und den Diamanten zu folgen. Auch die Polizei will einen Ausbruch der beiden provozieren, da man die Hintermänner gefangen nehmen will. Der Fluchtversuch aus dem Gefängnis glückt, allerdings merken Butch und Toby, dass sie verfolgt werden. Am Hafen können sie ihre Verfolger abschütteln. Nachdem es Morgan gelungen ist, an die Diamanten zu kommen, wird nun er von Butch und Toby verfolgt. So finden sie die Geheimbasis und kommen nach einer Auseinandersetzung an die Diamanten. Das von der Polizei umstellte Gebäude verlassen sie aus dem Fenster. Nachdem sie das Gebäude verlassen haben, verfängt sich Toby in einem Nagel am Zaun und denkt, er wäre von der Polizei erwischt worden. Er wirft den Beutel mit den Diamanten in Richtung Butch, damit dieser damit die Kaution bezahlen kann. Dieser kann allerdings den Beutel nicht auffangen und deswegen fällt er vor eine Walze, die die wertvollen Steine zerstört. Vor der heraneilenden Polizei fliehen sie mit dem Ziel Urwald.

## Synchronisation
Die deutsche Fassung entstand im Aventim-Filmstudio in München. Das Dialogbuch schrieb Horst Sommer, der auch die Regie bei den Sprachaufnahmen führte.
| Darsteller           | Rolle                                  | Synchronsprecher  |
| -------------------- | -------------------------------------- | ----------------- |
| Paul Smith           | Butch (Simone)                         | Wolfgang Hess     |
| Michael Coby         | Toby (Matteo)                          | Hartmut Reck      |
| Dominic Barto        | Morgan                                 | Horst Sommer      |
| Jacques Herlin       | Inspektor Nelson                       | Paul Bürks        |
| Giuseppe Maffioli    | Priester                               | Bruno W. Pantel   |
| Riccardo Petrazzi    | Massimo                                | n.n.              |
| Enrico Chiappafreddo | Bandenmitglied                         | n.n.              |
| Emilio Messina       | Joe, Bandenmitglied                    | n.n.              |
| Giovanni Pazzafini   | schnauzbärtiger entflohener Gefangener | Paul Friedrichs   |
| Franco Pesce         | Vater Remo                             | Leo Bardischewski |
| Claudio Gora         | Herr Robinson                          | Wolf Ackva        |
| Roberto Dell’Acqua   | blonder entflohener Gefangener         | Erich Ebert       |
| Gianzlorenzo Bernini | n.n.                                   | Paul Friedrichs   |

## Hintergrund
Der Film bildet den Abschluss von insgesamt fünf Filmen, die sich an die erfolgreichen Bud Spencer und Terence Hill-Filme orientieren, und ist die direkte Fortsetzung von Zwei irre Typen mit ihrem tollen Brummi. Da in der deutschsprachigen Ausgabe die von Coby und Smith verkörperten Charaktere immer Toby und Butch heißen, werden die Zusammenhänge nicht gleich deutlich. So wurde der 1974 erschienene Film Vier Fäuste schlagen wieder zu 1975 mit Vier Fäuste und ein heißer Ofen fortgesetzt. 1975 erschien außerdem Wir sind die Stärksten, der alleine steht.
Die Musik wurde von Oliver Onions unter dem Namen Juniper komponiert.

## Rezeption
„Prügelklamauk mit geschmacklosen Verulkungen katholischer Riten und einigen Rohheiten, der sich weitgehend als Plagiat des Films "Zwei Missionare" entpuppt.“

In der Internet Movie Database erreicht der Film bei knapp über 160 Stimmen eine Wertung von 6,4 von 10,0.